# کژتسکو ویلکیه
کژتسکو ویلکیه (به لهستانی:  Krzycko Wielkie) یک روستا در لهستان است که در گمینا وووشاکوویتسه واقع شده‌است.
 کژتسکو ویلکیه  ۶۹۰ نفر جمعیت دارد.